# Canada Atlantic Railway
 (décembre 2018).
Si vous disposez d'ouvrages ou d'articles de référence ou si vous connaissez des sites web de qualité traitant du thème abordé ici, merci de compléter l'article en donnant les références utiles à sa vérifiabilité et en les liant à la section « Notes et références ».
Le Canada Atlantic Railway Company (CAR) est un chemin de fer d'Amérique du Nord reliant l'Ontario, le sud-ouest du Québec et le nord du Vermont. 
Il connectait la baie Georgienne, sur le lac Huron, à l'extrémité nord du lac Champlain par Ottawa. Il a été créé en 1897 par le biais d'une fusion de trois compagnies de chemin de fer que John Rudolphus Booth avait acheté ou créé, à compter de 1879. Le CAR a été possédé par Booth huit ans après sa fondation jusqu'à ce qu'il l'a vendu à la Grand Trunk Railway (GTR) en 1904.
Pour une courte période à la fin du 19e siècle, le CAR a traité jusqu'à 40% du trafic de céréales du Lac Huron à cause d'une combinaison de facteurs, notamment l'avènement du grain sur les Prairies canadiennes et avant la construction de la voie ferrée du Canadien Nord à travers l'Ontario, ainsi qu'avant l'ouverture de lu Quatrième Canal Welland.
Le CAR a existé en tant que filiale du GTR de 1905 à 1914, lorsque ses opérations ont été entièrement fusionnées dans le GTR, qui a rencontré des difficultés financières pendant et après la Première Guerre mondiale et a été dissoute, ses biens ayant fusionné dans le Canadien National (CN) en 1923. Aujourd'hui, les restes du CAR existent encore en tant que voies de chemin de fer en opération du CN ou de Via Rail Canada. Certaines des voies du CAR ont été abandonnées et converties en sentiers ferroviaires.

## Histoire

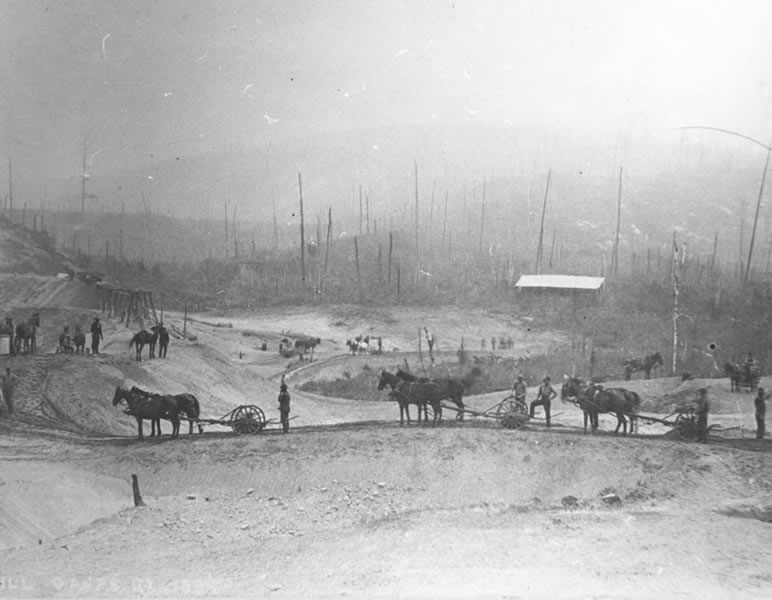
Ottawa, Arnprior and Parry Sound Railway en construction, vers 1894

La CAR doit son existence à l'industriel John Rudolphus Booth, un baron du bois d'œuvre d'Ottawa qui, dans la deuxième moitié du XIXe siècle, a accumulé des droits de coupe sur près de 7 000 milles carrés (18 000 km2) dans le centre et le nord de l'Ontario. Booth était à l'époque le plus important détenteur de droits de coupe en Amérique du Nord et était aussi le propriétaire du plus important établissement de coupe au monde, situé aux chutes Chaudière, dans la rivière des Outaouais, juste en amont de la colline parlementaire.
En raison des problèmes de transport qu'il a connus dans la région d'Ottawa, Booth est devenu un participant important dans le développement du réseau ferroviaire du Canada lorsqu'il a acheté deux compagnies ferroviaires en 1879, la Montreal and City of Ottawa Junction Railway (M&OJ) et la Coteau and Province Line Railway and Bridge Company (C&PL). Le M&OJ avait reçu une charte pour construire au sud-est d'Ottawa à Coteau, QC, sur la rive nord du fleuve Saint-Laurent. Le C&PL avait reçu une charte pour la construction d'un pont sur le fleuve Saint-Laurent jusqu'à Valleyfield, QC, puis sur le sud-ouest du Québec jusqu'à Swanton, VT, sur la rive est du lac Champlain.
En raison de difficultés financières, aucune des deux lignes n'avait été achevée, et Booth a travaillé du début au milieu des années 1880 pour terminer cette route entre Ottawa et Swanton. À la fin des années 1880 et tout au long des années 1890, Booth fonde une troisième compagnie, la Ottawa, Arnprior and Parry Sound Railway (OA&PS), qui reçoit une charte pour construire une ligne de chemin de fer au nord-ouest d'Ottawa jusqu'aux rives du lac Huron à Depot Harbour, en Ontario. Les trois lignes se sont rencontrées bout à bout. Le M&OJ a rencontré l'OA&PS sur la propriété de la scierie de Booth à Ottawa, et le C&OJ a rencontré le M&OJ à Coteau en utilisant plusieurs centaines de pieds de droits sur les voies du Grand Trunk Railway (GTR).
En 1897, Booth fusionne les actifs des trois compagnies indépendantes en une nouvelle compagnie appelée Canada Atlantic Railway.

### Ottawa - Vermont
En 1871 et 1872, un groupe dirigé par Donald Macdonald Macdonald, le frère du premier ministre de l'Ontario, Sir John Sandfield Macdonald, crée deux compagnies de chemin de fer qui reçoivent des affrètements pour construire des voies entre Ottawa et le nord du Vermont. Les promoteurs n'ont pas réussi à poser de voies ferrées, principalement en raison du coût élevé de la construction de ponts sur le fleuve Saint-Laurent.
Le chemin de fer Montréal et Ottawa City Junction (M&OJ) s'étendrait du sud-est d'Ottawa à Coteau, juste à l'ouest de Montréal. La ligne serait reliée au chemin de fer du Grand Tronc (GTR) à ce qui est devenu Coteau Junction, aussi connu sous le nom de gare Coteau. Traversant la ligne principale du GTR, la Coteau and Province Line Railway and Bridge Company (C&PL) s'est dirigée vers le sud-est, enjambant le canal de Soulanges, puis le fleuve Saint-Laurent jusqu'à Valleyfield, puis le sud-ouest du Québec jusqu'à Cantic, puis l'extrémité nord du lac Champlain entre Alburgh et Swanton où elle a pris fin en liaison avec le Central Vermont Railway (CVR).
En 1879, Booth, avec William G. Perley d'Ottawa et J. Gregory Smith de St. Albans, au Vermont, achète les lignes du groupe Macdonald dans le cadre d'un plan d'expansion ferroviaire dynamique. À cette époque, les usines de Booth étaient entravées par un manque de marchés, et les lignes relieraient l'usine aux marchés de la côte est des États-Unis, soit pour la consommation régionale, soit pour l'exportation vers l'Europe à partir des ports de la côte atlantique toute l'année. Le 15 mars 1879, les deux lignes ont été fusionnées pour former le nouveau Canada Atlantic Railway.
Entre juillet 1881 et septembre 1882, une voie ferrée est posée d'Ottawa à Coteau et les trains commencent à circuler régulièrement. L'approbation d'un pont sur le fleuve Saint-Laurent a été retardée, en partie à cause des pressions exercées par des compagnies ferroviaires concurrentes et en partie par crainte des effets qu'un pont aurait sur le trafic fluvial. Menacé par une charte caduque en 1884, Booth institua un ferry-boat pour le C&PL au début de 1885 et acheva la ligne jusqu'au Vermont en utilisant des droits de passage sur une petite section de la ligne principale du GTR à Coteau.
La construction de ponts sur le fleuve Saint-Laurent a commencé en 1887. Les travaux commencèrent en mai 1888 et se terminèrent en février 1890. Le pont se composait de trois sections sur 16 piliers. Le tracé comprenait 2 125 pieds (648 mde voies ferrées situées sur des îles fluviales de sorte que seulement 3 906 pieds (1 191 m) de ponts ont été construits. La section nord comprenait un pont tournant de 108 m (355 pi) surélevé de 7,6 m (25 pi) au-dessus de l'eau pour le chenal de navigation de la rivière.
Dans le Vermont, le CAR était relié au Delaware and Hudson Railway, au Rutland Railroad et au Central Vermont Railway. En 1897, une section de 3,1 mi (5 km) de connecteurs américains (la Province Line Railroad du Vermont) a rendu les expéditions aux États-Unis encore plus efficaces.
Le nouveau port a été nommé Depot Harbour, l'un des meilleurs ports naturels sur les Grands Lacs. Booth construit à la fois une ville et le port, y compris les entrepôts sur le bord de l'eau, un élévateur à grain, des quais, des châteaux d'eau, stations de pompage, des bureaux, hôtel, plus de 100 maisons, un centre communautaire, une école, et plusieurs églises. Le recensement de 1901 a enregistré 576 habitants dans le village, en plus de 231 sur la réserve.
Le chemin de fer accédait Depot Harbour en traversant le Chenal du Sud entre Parry Island et Rose Point sur la Wasauksing Swing Bridge.

### Grands Lacs d'expédition
En 1898, Booth a créé le Canada Atlantic Transit Company afin d'exploiter des bateaux à vapeur sur les Grands Lacs à partir de Depot Harbour vers Fort William et en 1899, le Canada Atlantic Transit Company of the United States afin d'opérer entre Depot Harbour et des ports américains comme Chicago et Duluth.
Au cours de leurs premières années, les navires des deux sociétés et les autres navires en vertu de la charte transportaient régulièrement les marchandises entre la partie supérieure des Grands Lacs et Depot Harbour. Ces voies d'expédition liaient les chemins de fer à travers l'est de l'Ontario, du Québec au Vermont avec d'autres chemins de fer dans l'ouest du Canada et les États-Unis qui se terminaient dans des ports dans le lac Michigan et le lac Supérieur.
Dans l'ensemble, le tonnage vers l'est dépassait de loin celui vers l'ouest de jauge avec un ratio de 4:1. Booth était en mesure de faire un profit sur les navires pendant les quelques années qu'il les possédait, mais après la vente du CAR et de ses lignes ferroviaires au GTR, les bénéfices se transforment en pertes et l'expédition ont perdu de l'importance.

### Statistiques
| Année | Grain (boisseaux) | Bois (planches) |
| ----- | ----------------- | --------------- |
| 1899  | 12 999 612        | 224 267 000     |
| 1900  | 15 053 238        | 374 906 000     |
| 1901  | 19 301 281        | 231 869 000     |
| 1902  | 19 038 924        | 311 885 460     |

- En 1899, Depot Harbour a traité 38,4 % de l'ensemble des grains expédiés par les cours de triages des Grands Lacs, et 51,2 % de l'ensemble des grains de l'ouest exportés à partir de Montréal[5].
- Entre 1899 et 1914, le trafic de céréales était en moyenne de 13 084 483 boisseaux (475 866 m3) par an.
- Entre 1987 et 1905, le trafic de bois était en moyenne de 294 272 203 de pieds-planche (694 405 m3) par an.
- Entre 1897 et 1914, le trafic de passagers était en moyenne de 419 139 de personnes par an[4].

### Sous le Grand Tronc
Tout au long des années 1890, le gouvernement du Canada faisait la promotion de la création d'une deuxième ligne de chemin de fer transcontinental qui pourrait rivaliser avec le Canadien Pacifique et les chemins de fer américains. Les politiciens fédéraux et les bureaucrates croyaient que les chemins de fer appartenant à Booth pourraient former un maillon stratégique dans ce nouveau système.
Booth était préoccupé par la construction du chemin de fer et par le du service à construire et à entretenir le tonnage sur les nouvelles lignes. Il était ouvert à travailler avec d'autres chemins de fer de l'est et de l'ouest du Canada et pour la vente ou la fusion avec un plus grand système de chemin de fer. Seulement quatre ans après la création du CAR, Booth envisageait déjà une telle vente en 1901. Booth, âgé de 74 ans, était fatigué, ou il réalisait que la concurrence d'autres lignes transcontinentales causerait de graves problèmes pour le CAR, et il a fait tout son possible dans les premières années du 20e siècle à faire de tous les aspects du chemin de fer rentable et donc attrayante pour les acheteurs potentiels.
Invité par le gouvernement fédéral, le Grand Tronc a commencé à négocier avec Booth pour acquérir le Canada Atlantique au sein de ses efforts pour s'étendre dans le nord de l'Ontario et, finalement, dans l'Ouest du Canada. En août 1904, le Grand Tronc a accepté d'acheter le Canada l'Atlantique, y compris les bateaux du CAR, naviguant dans les Grands Lacs et la ligne dans le Vermont qui connecte avec sa filiale, le Central Vermont Railway. Le prix convenu pour l'ensemble du système ainsi que le Depot Harbour, et les terminaux d'Ottawa, a été CAD $ 16000000. Le Grand Tronc a repris toutes les opérations du CAR, le 1er octobre 1905; mais l'achat réel n'a été ratifié par le Parlement qu'en 1914.
Après l'achat, la GTR ne semblait pas pressé de consolider le CAR dans le vaste réseau du GTR, l'opérant plutôt comme une société autonome pour une durée de neuf ans. Alors que la filiale du Grand Tronc, le Canada Atlantique, a acheté le Pembroke Southern Railway en 1906 et, en 1907, créé l'Ottawa Terminals Railway Company; en 1912, l'OTR a construit une grande gare, dans le centre-ville d'Ottawa, à proximité de la colline du Parlement et directement en face du château Laurier appartenant au GTR. Cette gare fut exploitée jusque dans les années 1960 quand il a été transformé en Centre de conférences du Gouvernement.
Le CAR a été fusionné dans le Grand Tronc le 27 mai 1914, et les filiales de la compagnie du même nom ont commencé à disparaître dès que le Grand Tronc commence à usurper ceux de l'ancienne filiale. Malgré des investissements du Grand Tronc sur les infrastructures, y compris de nouvelles gares, l'amélioration des plateformes et plus voies plus résistantes, l'augmentation du tonnage de fret, de passagers et de revenu n'a pas suffi pour rembourser les coûts d'exploitation, de sorte que les pertes nettes ont augmenté d'année en année. Après la Première Guerre mondiale, le Grand Tronc a finalement, en 1923, été absorbée dans le nouveau chemin de fer appartenant au gouvernement, le chemin de fer Canadien National, qui a également pris possession des propriétés de l'ancien Canada Atlantique.
Malgré les efforts déployés par le Grand Tronc pour faire des profits, y compris les anciennes lignes du CAR, il était assez évident peu longtemps après l'achat du réseau en 1905 que cela n'allait pas arriver.
Le Grand Tronc a été le dernier chemin de fer important au Canada à être nationalisé par le gouvernement fédéral dans le Canadien National (CN). Au cours de la période de 1923, alors qu'il était bien entendu que le gouvernement fédéral pourrait fusionner un certain nombre de chemins de fer en situation financière précaire, y compris la Canadian Northern Railway, et finalement, le Grand Tronc, qui aurait eu besoin d'une vaste rationalisation de la circulation. La GTR était impliqué dans le plan de suppression de voies inutiles, et l'ex-système du CAR n'était pas à l'abri. Le GTR a trouvé que c'était particulièrement cher à fonctionner sur la section montagneuse des terres à travers le parc Algonquin connu comme le Haliburton Highlands. Cette zone de collines nécessitait que de lourds ou longs trains de marchandises devaient être doublés (séparé et amené section par section dans les montagnes plus hautes) ou nécessitaient des helper locomotives. Le GTR constatait que des trains lourdement chargés vers l'est à partir de Depot Harbour pourraient être acheminés au sud autour de la Haliburton Highlands vers l'est de l'Ontario à moindre coût.

### Sous le Canadian National Railways
Le GTR, en faillite, a été acquis par le gouvernement fédéral et fusionné dans le CNR en 1923. Cette année, une section de 5,5 mi (8,9 km) de la ligne principale du CAR, entre Two Rivers et Algonquin Park Station, a été abandonnée.
La section ouest du CAR a été très utilisée par la CNR jusqu'à la Grande Dépression, le marché commercial des céréales sur les lacs s'étant effondré. Quand un pont a été démoli dû à une inondation en 1933, ce dernier n'a pas été remplacé, et la ligne a été coupée en deux à l'intérieur du parc provincial Algonquin. Le service est demeuré en opération sur chaque côté de l'ancien pont jusqu'aux années 1950.
La CNR a cessé la plupart de ses opérations à Depot Harbour le 30 mai 1953. Tous les autres habitants du village ont déménagé, et les bâtiments ont été soit démolis ou abandonnés. La ligne de chemin de fer est restée en place, et de 1959 à 1979, du minerai de fer du Nord de l'Ontario a été chargé à Depot Harbour dans des cargos. Les travailleurs venaient principalement de Parry Sound et d'autres communautés voisines.
Les divisions maritimes, qui avaient été vendues avec le chemin de fer en 1905 au Grand Tronc, ont continué à fonctionner sous la propriété de la CNR jusqu'après la Seconde Guerre mondiale. La société américaine a été volontairement dissoute en 1948, et celle au Canada a duré jusqu'en 1950.

## Statut actuel
La plupart de la voie du CAR à l'ouest d'Ottawa a été abandonnée. À l'est d'Ottawa, la ligne est encore en grande partie intacte jusqu'à Coteau et est utilisée par les trains de marchandises du CN et de VIA Rail Canada, les trains de voyageurs. Le pont sur le Saint-Laurent est encore intact, le CN ayant gardé la voie entre Coteau et Valleyfield pour desservir les nombreuses usines présentes dans cette dernière. La ligne a été abandonnée à l'est de Valleyfield jusqu'à Cantic. La ligne est toujours intacte entre Cantic et Swanton au Vermont.
- À l'est de Two Rivers, le tronçon de 16,46 mi (26,49 km) vers Whitney, juste à l'extérieur du parc Algonquin, a été abandonné en 1946..
- Près de l'extrémité ouest de la ligne, une section de 3,44 mi (5,54 km) de la double voie a été abandonné en 1938. Le CNR a continué d'utiliser le parallèle tracé de l'ancien Canadian Northern Ontario Railway, plus tard un style la Canadian Northern Railway à Toronto, à Sudbury de la ligne principale.
- La section de 41,19 mi (66,29 km) entre Falding, sur la ligne du CN reliant Toronto à Sudbury (ancien Canadian Northern), et Scotia Jonction, sur la ligne du CN entre Washago et North Bay (ancien Grand Tronc), a été abandonnée en 1955.
- La section de 38,3 mi (61,6 km) de Kearney vers l'est jusqu'à Algonquin Park Station a été abandonnée en 1959.[19]
- La section de 5,4 mi (8,7 km) de Scotia Junction à Kearney a été abandonnée en 1975.[20]